# Daniel Jiménez (cầu thủ bóng đá Belize)
Daniel Jiménez (sinh ngày 14 tháng 4 năm 1988) là một tiền đạo bóng đá người Belize hiện tại thi đấu cho Police United FC.

## Sự nghiệp quốc tế

### Bàn thắng quốc tế
Tỉ số và kết quả liệt kê bàn thắng của Belize trước.
| #  | Ngày                | Địa điểm                                                      | Đối thủ    | Tỉ số | Kết quả | Giải đấu                                     |
| -- | ------------------- | ------------------------------------------------------------- | ---------- | ----- | ------- | -------------------------------------------- |
| 1. | 18 tháng 1 năm 2011 | Sân vận động Rommel Fernández, Panama City, Panama            | Nicaragua  | 1–1   | 1–1     | Cúp bóng đá Trung Mỹ 2011                    |
| 2. | 17 tháng 7 năm 2011 | Sân vận động Olímpico Metropolitano, San Pedro Sula, Honduras | Montserrat | 1–0   | 3–1     | Vòng loại giải vô địch bóng đá thế giới 2014 |